# توماس أ. ستيوارت
توماس أ. ستيوارت (بالإنجليزية: Thomas A. Stewart)‏ هو اقتصادي وصحفي أمريكي، ولد في 1948.

## وصلات خارجية
- توماس أ. ستيوارت على موقع إن إن دي بي (الإنجليزية)